# Campionato sudamericano di rugby 1995
Il campionato sudamericano di rugby 1995 (in spagnolo Sudamericano de Rugby 1995; in portoghese Campeonato Sul-Americano de Rugby de 1995) fu il 19º campionato continentale del Sudamerica di rugby a 15.
Si tenne, in forma itinerante, dal 23 settembre all'8 ottobre 1995 e fu vinto dall'Argentina al suo diciottesimo successo, settimo consecutivo.
Il torneo fu organizzato dalla Confederación Sudamericana de Rugby e si svolse a pochi mesi dalla conclusione della Coppa del Mondo 1995 tenutasi in Sudafrica.
Le squadre furono quattro perché il Brasile non prese parte alla competizione, vinta a punteggio pieno dai Pumas, campioni per la diciottesima volta su diciannove edizioni.
Il valore delle marcature, come stabilito dall’IRFB nel 1992, era: 5 punti per ciascuna meta (7 se trasformata), 3 punti per la realizzazione di ciascun calcio piazzato, idem per il drop.

## Squadre partecipanti
- Argentina
- Cile
- Paraguay
- Uruguay

## Risultati
| Asunción 22 settembre 1995 | Paraguay | 14 – 24 | Cile | Stadio del CURdA |

| Arbitro: | Ricardo Bordcoch |

|          |      |                                   |
| González | mt   | Aguirre Cat de los Santos Sciarra |
| González | tr   | Nicola (4)                        |
|          | c.p. | Nicola                            |

| Arbitro: | Eduardo Blengio |

|           |      | |
|           | mt   | Angelillo Cremaschi Cuesta Silva (3) Luna (2) Méndez (3) Portillo Salvat (3) Sugasti Viel Temperley |
|           | tr   | Cremaschi (7) Luna (3)                                                                              |
| Conti (3) | c.p. | Cremaschi                                                                                           |

| Arbitro: | Fernando Benavi |

|                                                     |      |             |
| Aguirre Cardoso (2) Nicola Ormaechea Sciarra Vecino | mt   |             |
| Nicola (5)                                          | tr   |             |
| Nicola                                              | c.p. | Cáceres (4) |

| Arbitro: | O. Mongeloz |

|      |      |                                                                                 |
|      | mt   | Cremaschi Crexell (2) N. Fernández Miranda Jurado (2) Méndez Salvat (3) tecnica |
|      | tr   | Cilley (2) Luna (5)                                                             |
| Jory | c.p. | Luna (3)                                                                        |

| Arbitro: | Ángel Lobbe Soto |

|                                          |      |                  |
| Crexell Jurado (2) Luna Martín Terán (2) | mt   | Bado Cat tecnica |
| Luna (4)                                 | tr   | Sciarra (2)      |
| Luna (3)                                 | c.p. | Sciarra (6)      |

## Classifica
| Pos | Squadra   | G | V | N | P | PF  | PS  | DP   | Pt |
| --- | --------- | - | - | - | - | --- | --- | ---- | -- |
| 1   | Argentina | 3 | 3 | 0 | 0 | 233 | 49  | +184 | 6  |
| 2   | Uruguay   | 3 | 2 | 0 | 1 | 116 | 77  | +39  | 4  |
| 3   | Cile      | 3 | 1 | 0 | 2 | 40  | 123 | −83  | 2  |
| 4   | Paraguay  | 3 | 0 | 0 | 3 | 35  | 175 | −140 | 0  |